# Abecedarius
Ein Abecedarius (auch: „der Abecedar“; lat. abecedarius, ergänze versus: „ABC-Gedicht“) ist ein Gedicht, bei dem die Anfangsbuchstaben der Wörter, Verse oder Strophen das Alphabet ergeben. Bei einem versweisen Abecedarius beginnt also der erste Vers mit einem A, der zweite mit einem B, der dritte mit einem C und so weiter.
Damit ist der Abecedarius eine Form des Akrostichons.

## Beispiele
Einer der bekanntesten Abecedarien ist Psalm 119, von Luther (Ps 119,1 ) „das güldene ABC“ genannt, weil im Original die ersten Buchstaben aller Strophen zusammengenommen das hebräische Alphabet ergeben. Ein weiteres Beispiel sind die ersten vier Klagelieder Jeremias. Die Anfangsbuchstaben der Verse repräsentieren das hebräische Alphabet. 
In der Gegenwart wurde ein vollständiger deutscher Abecedarius unter anderem von Günter Nehm geschrieben. Für sein Kinderbuch „Mein Urgroßvater und ich“ schrieb James Krüss einen umgekehrten wortweisen Abecedarius („Zanthens Yacht Xanthippe war völlig unberechenbar, trieb stets regelwidrig quer...“).